# Ageo (Saitama)
Ageo (上尾市 Ageo-shi?) es una ciudad que se encuentra en Saitama, Japón.

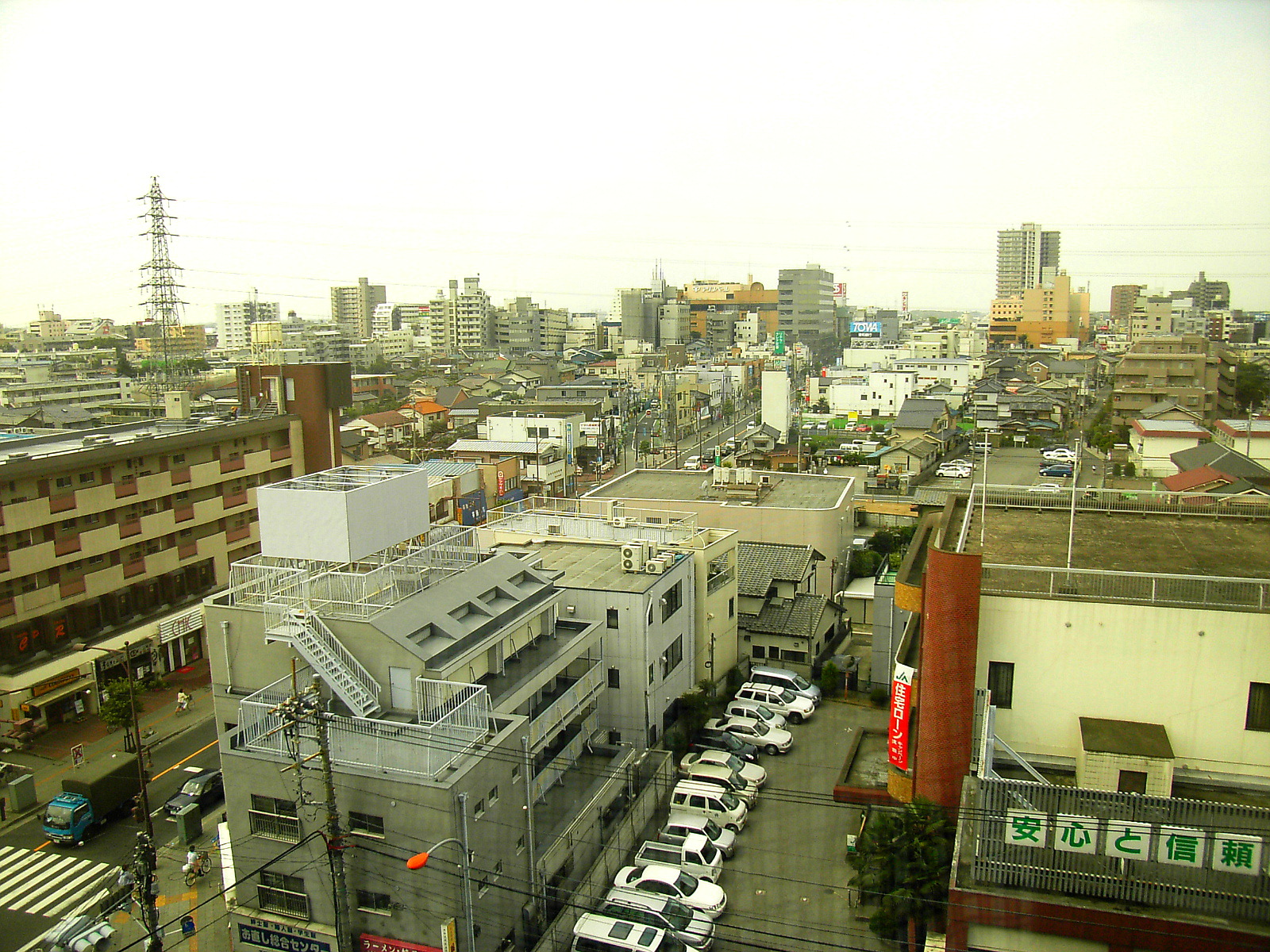
Vista de Ageo.

Según datos de 2003, la ciudad tiene una población estimada de 216.870 habitantes y una densidad de 4.761,14 personas por km². El área total es de 45,55 km².
El área del municipio actual había sido el campo rural en donde las cebadas se habían cultivadas. Debido al suministro escaso de agua desde los ríos pequeños, en pasado pudieron cultivar pocos arrozales de agua. La productividad de arroz fue superior a los otros cereales. Es decir que Ageo no fue ricos en muchos años de su historia. 
En el siglo XVI, las carreteras hacia Edo se convirtieron muy importante en el sistema tráfico de Japón. El carretera Nakasen (中山道 Nakasen-dō) es uno de ellos. El shogunato de Tokugaewa fijó el pueblo alojamiento de Ageo (上尾宿) cerca del pueblo Ageo (上尾村). Lo fue el origen de la ciudad de Ageo. La población fue más o menos un mil, pequeña entre los pueblos alojamientos de la carretera.
La estación ferrocarril de Ageo se abrió en 1883. El pueblo alojamiento de Ageo y los cinco pueblos (Ageo, Ageoshimo, Kashiwaza, Kasugayatsu, Yatsu) se fusieron al nuevo pueblo Ageo en 1889. Los cinco pueblos de Hirakata, Haraichi, Kamihira, Ōishi, Ōtani se incorporaron en 1955, Ageo obtuvo el estatus de ciudad en 15 de julio de 1958 con la población más de 37.000. En la segunda mitad del siglo XX se construyeron algunas fábricas de metalurgia y automóvil. Las viviendas incrementaron como un suburbio de Tokio y de las ciudades del sur de la prefectura de Saitama.
- Fusión de 1889 - Ageo (上尾宿), Ageo (上尾村), Ageoshimo (上尾下村), Kashiwaza (柏座村), Kasugayatsu (春日谷津村), Yatsu (谷津村).
- Fusión de 1955 - Ageo (上尾町), Hirakata (平方町), Haraichi (原市町), Kamihira (上平村), Ōishi (大石村), Ōtani (大谷村)